# Regionalisme (bouwstijl)

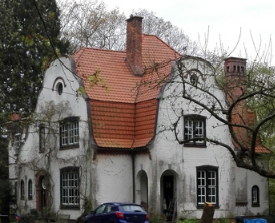
Heverlee, villa uit 1927 in regionalistische bouwstijl

Regionalisme is een bouwstijl die aan het einde van de negentiende eeuw in Europa ontstond en gebaseerd is op regionale bouwtradities ten aanzien van vormgeving en gebruik van lokale bouwtechnieken en -materialen.

## Kenmerken
Regionalistische stijlkenmerken zijn onder meer het gebruik van traditionele materialen zoals baksteen. Ook de bouw van woningen in een landelijke hoevestijl is hiervan een voorbeeld.
Stijlkenmerken die in België kunnen voorkomen zijn bijvoorbeeld het gebruik van decoratieve elementen zoals een oculus verwerkt in de wit geschilderde of wit gepleisterde gevels. Soms zijn de gevels opgebouwd als puntgevels en de deuren en vensters boogvormig. Daarnaast bestaat de dakbedekking vaak uit rode dakpannen.

## Regionalisme in België
In België kende de meer traditionalistische architectuur die geïnspireerd was op neostijlen uit Frankrijk in het begin van het interbellum ook een regionalistische architectuur. Net zoals het eclecticisme zochten regionalistisch georiënteerde architecten inspiratie in het verleden. In tegenstelling tot het eclecticisme verzette het regionalisme zich sterk tegen het overmatig gebruik van decoratieve  bouwelementen. De regionalistische architecten kozen voor een meer sobere invulling. Zij pasten in de bouw van de woningen moderne technieken toe en maakten hierbij gebruik van eigentijdse plaatselijke materialen. Tijdens de wederopbouwperiode, na de Eerste Wereldoorlog (1914-1918), primeerde de regionalistische architectuur. De bouwstijl werd zowel voor woningen als voor boerderijen toegepast.

## Varia
- Regionalisme dient niet verward te worden met kritisch regionalisme.